# Knutbühren
 (mars 2022).
Knutbühren est un village de la commune allemande de Göttingen, dans le Land de Basse-Saxe. Avec Groß Ellershausen et Hetjershausen, il forme un grand quartier de la ville.

## Histoire
Knutbühren se situe dans le Leinebergland dans la partie nord du plateau de Dransfeld à l'ouest du Leinegraben dans une dépression du terrain. Ici coule le Flötegraben, qui coule ensuite vers l'est à travers le Börltal dans le Leinetal et se jette dans le Grone à Göttingen dans le parc Levinschen.
Après Deppoldshausen, Knutbühren est le deuxième plus petit quartier de la ville de Göttingen. Le quartier couvre une superficie de 397,55 hectares, soit 3,4 % de la superficie de toute la ville. Contrairement à la plupart des autres endroits de la région, la disposition de la ville a peu changé depuis le XVIIIe siècle. Dans la période qui suit la Seconde Guerre mondiale, aucune nouvelle zone de développement n'est créée dans le village. La rue la plus longue du village est Lindenallee, qui s'étend du nord au sud et est bordée de propriétés étroites et allongées. La forme de base de cette structure parcellaire correspond encore à la disposition originale d'un village en rangée à l'époque des défrichements. De Lindenallee, la courte Ossenfelder Straße bifurque vers l'ouest et la rue sans issue encore plus courte, Klostergasse, vers l'est. L'ancienne Tieplatz se trouve à l'extrémité nord du village, la chapelle à l'est sur Klostergasse.
Le village est probablement mentionné pour la première fois dans un document de la première moitié du XIIe siècle. Étant donné que Bühren, qui n'est qu'à environ 11 km, porte également le toponyme "Buren", l'attribution de nombreux documents n'est pas certaine et ne peut être déduite que sur la base de la continuité de propriété. Pour distinguer Knutbühren également appelé "Luttekenburen" (1380) ou "Alten Buern" (1566), apparaît pour la première fois en 1399 le nom de "Knutbüren".
Le village appartient au Amt Harste de 1448 jusqu'à sa dissolution en 1823. Le 1er janvier 1973, le village est incorporé à la ville de Göttingen. Fin 2018, 162 personnes y ont une résidence principale.

## Religion
À Knutbühren, il y avait autrefois une paroisse évangélique luthérienne à Elliehausen. Elle est dissoute le 1er juillet 1974 pour la paroisse évangélique luthérienne de Hetjershausen. En 2013, 67,9% des habitants de Knutbühren étaient protestants et 5,7% catholiques.

## Source, notes et références
- (de) Cet article est partiellement ou en totalité issu de l’article de Wikipédia en allemand intitulé « Knutbühren » (voir la liste des auteurs).

1. ↑  (de) Statistisches Bundesamt, Historisches Gemeindeverzeichnis für die Bundesrepublik Deutschland. Namens-, Grenz- und Schlüsselnummernänderungen bei Gemeinden, Kreisen und Regierungsbezirken vom 27.5.1970 bis 31.12.1982, 1983 (ISBN 3-17-003263-1)